# Yagul
Yagul es una zona arqueológica mexicana fortificada. Se ubica en el valle de Tlacolula, en el estado de Oaxaca. Está construida sobre una plataforma artificial. Cerca de Yagul se encuentra Caballito Blanco, un área que muestra indicios de ocupación temprana en Oaxaca.
En Yagul, existen vestigios de pintura mural en las tumbas descubiertas en la zona, como en la tumba 30, la más elaborada del sitio, y junto con las tumbas 11 y 13, los diseños geométricos presentan restos de una delgada capa de estuco y huellas de pintura roja. En otros casos, la pintura roja aparece alrededor del vano de acceso al sepulcro, como en las tumbas 6 y 12. 
La arquitectura residencial en Yagul conserva restos de pintura roja en algunos muros y pisos estucados. En 1974, Ignacio Bernal y Lorenzo Gamio, ilustran 5 fragmentos de estuco con diseños en color, provenientes del Patio C, cuarto norte del Palacio. 
Desde 1990 el proyecto La pintura mural prehispánica en México del Instituto de Investigaciones Estéticas de la Universidad Nacional Autónoma de México, se dedica al registro y estudio de los murales precolombinos, como los de Yagul.
En agosto de 2010, el Comité del Patrimonio de la Humanidad de la UNESCO tuvo a bien incluir el sitio Cuevas Prehistóricas de Yagul y Mitla, de los valles centrales de Oaxaca, en la lista de Patrimonio de la Humanidad, reconociendo así el conjunto de valores culturales y naturales de este paisaje cultural y su relación con los grupos humanos que habitaron esta región. 
Los escasos sitios prehistóricos que hasta ahora han sido reconocidos comúnmente se encuentran debajo de varios estratos de tierra lo que hace prácticamente imposible su exposición. Por esta razón el sitio de cuevas prehistóricas de Yagul en los valles centrales de Oaxaca adquiere tanta importancia para la arqueología como para las disciplinas dedicadas a la conservación del patrimonio. Este es un paisaje cultural cuyos componentes y extraordinario estado de conservación lo hace un ejemplo único en nuestra región.

## Biodiversidad
De acuerdo al Sistema Nacional de Información sobre Biodiversidad de la Comisión Nacional para el Conocimiento y Uso de la Biodiversidad (CONABIO) en el Monumento Natural Yagul habitan más de 425 especies de plantas y animales de las cuales 31 se encuentra dentro de alguna categoría de riesgo de la Norma Oficial Mexicana NOM-059  y 11 son exóticas,